# Riečka (Rimavská Sobota)
Riečka, ungarisch Sajórecske (bis 1927 slowakisch auch „Rečka“; bis 1907 ungarisch „Recske“) ist eine Gemeinde in der südlichen Mittelslowakei mit 220 Einwohnern (Stand 31. Dezember 2024), die im Okres Rimavská Sobota, einem Kreis des Banskobystrický kraj, liegt und zur traditionellen Landschaft Gemer gehört.

## Geographie

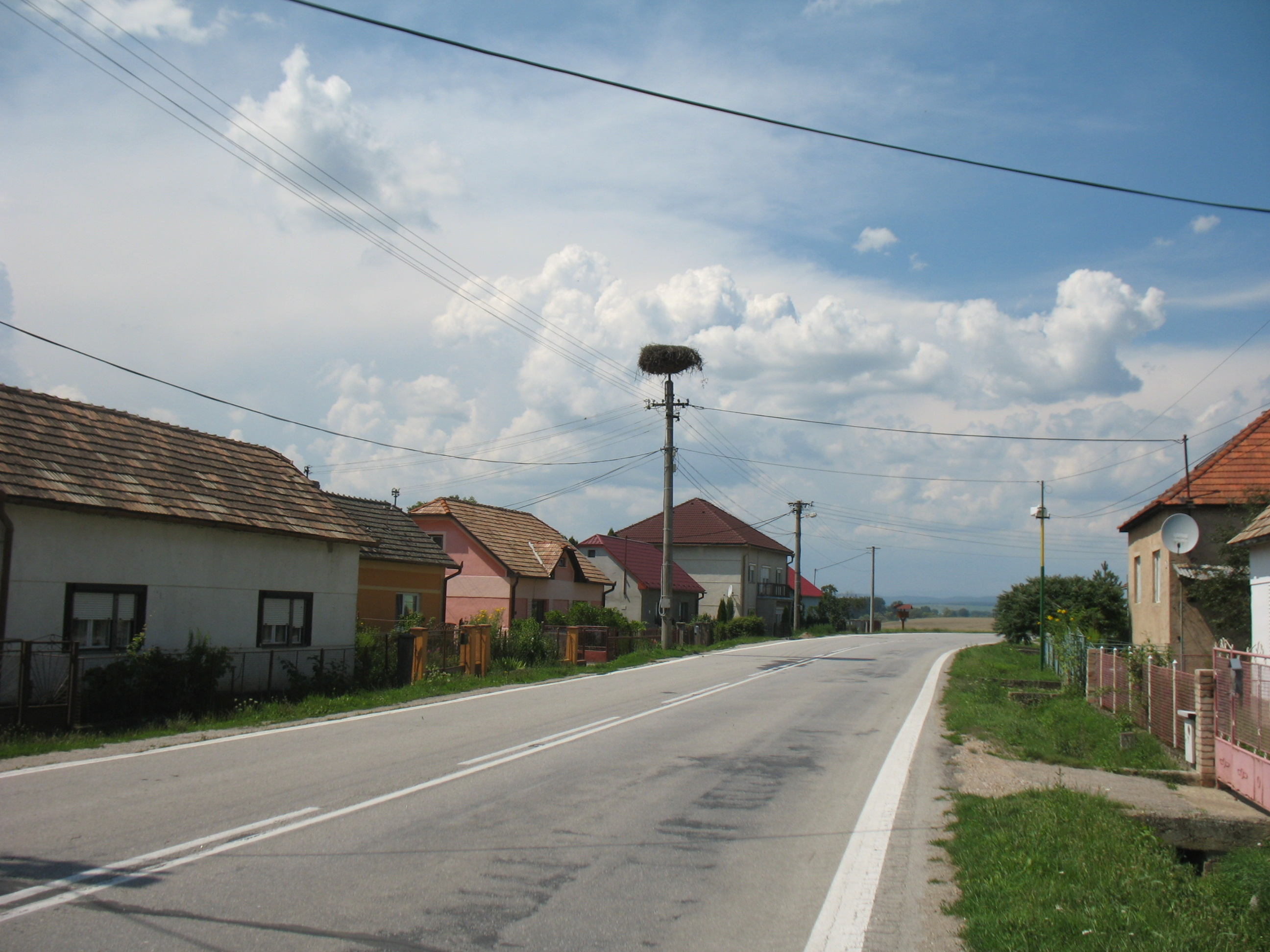
Hauptstraße und Storchenhorst in Riečka

Die Gemeinde befindet sich im südöstlichen Teil des Talkessels Rimavská kotlina (Teil der größeren Einheit Juhoslovenská kotlina), auf linksseitiger Flurterrasse der Slaná. Das Ortszentrum liegt auf einer Höhe von 170 m n.m. und ist neun Kilometer von Tornaľa sowie 31 Kilometer von Rimavská Sobota entfernt.
Nachbargemeinden sind Štrkovec im Norden, Kráľ im Osten und Süden und Chanava im Westen.

## Geschichte
Auf dem Gemeindegebiet von Riečka gab es eine Siedlung aus der Hallstattzeit.
Riečka wurde zum ersten Mal 1282 als Rechke schriftlich erwähnt. Im 14. Jahrhundert wurde das Dorf Besitz der Familien Tekes und Szalonnai. 1566 brannten türkische Truppen den Ort nieder, anschließend verkaufte der Adel die Grundstücke an Leibeigene, die später Landadlige wurden. 1828 zählte man 44 Häuser und 311 Einwohner, die als Landwirte beschäftigt waren.
Bis 1918/19 gehörte der im Komitat Gemer und Kleinhont liegende Ort zum Königreich Ungarn und kam danach zur Tschechoslowakei beziehungsweise heute Slowakei. Auf Grund des Ersten Wiener Schiedsspruchs lag der Ort von 1938 bis 1944 noch einmal in Ungarn. Von 1975 bis 1990 war Riečka Ortsteil der Gemeinde Kráľ.

## Bevölkerung
| Jahr                | 1994 | 2004    | 2014    | 2024    |
| ------------------- | ---- | ------- | ------- | ------- |
| Anzahl der Personen | 240  | 235     | 234     | 220     |
| Unterschied         |      | −2,08 % | −0,42 % | −5,98 % |

| Jahr                | 2023 | 2024    |
| ------------------- | ---- | ------- |
| Anzahl der Personen | 215  | 220     |
| Unterschied         |      | +2,32 % |

Gemäß der Volkszählung 2011 wohnten in Riečka 235 Einwohner, davon 202 Magyaren,  30 Slowaken und ein Tscheche. Zwei Einwohner machten keine Angabe zur Ethnie.
129 Einwohner bekannten sich zur römisch-katholischen Kirche, 76 Einwohner zur reformierten Kirche, zwei Einwohner zur Evangelischen Kirche A. B. und ein Einwohner zu den Zeugen Jehovas. 14 Einwohner waren konfessionslos und bei 13 Einwohnern wurde die Konfession nicht ermittelt.

## Baudenkmäler
- reformierte (calvinistische) Kirche im Renaissancestil aus dem Jahr 1682, 1778 im klassizistischen Stil umgestaltet[6]

## Verkehr
Durch Riečka führt die Straße 1. Ordnung 67 zwischen der ungarischen Grenze bei Kráľ und Tornaľa. Südlich des bebauten Ortsgebiets befindet sich eine Haltestelle an der Bahnstrecke Bánréve–Dobšiná, diese wird allerdings nicht mehr angefahren. Der nächste angefahrene Bahnhof ist in Tornaľa.